# Marin Voinea
Marin Voinea (Zătreni, 1935. szeptember 11. – Bukarest, 2021. április 19.) válogatott román labdarúgó, csatár. Unokaöccse Marcel Răducanu (1954) válogatott román labdarúgó.

## Pályafutása

### Klubcsapatban
1960-ban a Granitul București, 1961 és 1964 között a Progresul București, 1965–66-ban a Siderurgistul Galați, 1966–67-ben a Metalul București labdarúgója volt. A Siderurgistul Galați csapatával bajnok volt a román másodosztályban.

### A válogatottban
1962-ben három alkalommal szerepelt a román válogatottban és két gólt szerzett.

## Sikerei, díjai
Siderurgistul Galați
- Román bajnokság – másodosztály
  - bajnok: 1964–65

## Statisztika

### Mérkőzései a román válogatottban
| Románia | Románia              | Románia                           | Románia       | Románia  | Románia  | Románia       | Románia | Románia |
| #       | Dátum                | Helyszín                          | Hazai         | Eredmény | Vendég   | Kiírás        | Gólok   | Esemény |
| ------- | -------------------- | --------------------------------- | ------------- | -------- | -------- | ------------- | ------- | ------- |
| 1.      | 1962. szeptember 30. | Bukarest, Augusztus 23. Stadion   | Románia       | 4 – 0    | Marokkó  | barátságos    | 2       | 4' 84'  |
| 2.      | 1962. október 14.    | Drezda, Heinz Steyer Stadion      | NDK           | 3 – 2    | Románia  | barátságos    | -       |         |
| 3.      | 1962. november 1.    | Madrid, Santiago Bernabéu stadion | Spanyolország | 6 – 0    | Románia  | NEK-selejtező | -       |         |
|         | Összesen             |                                   |               | 3        | mérkőzés |               | 2       | gól     |